# Ligamentum ovarii proprium

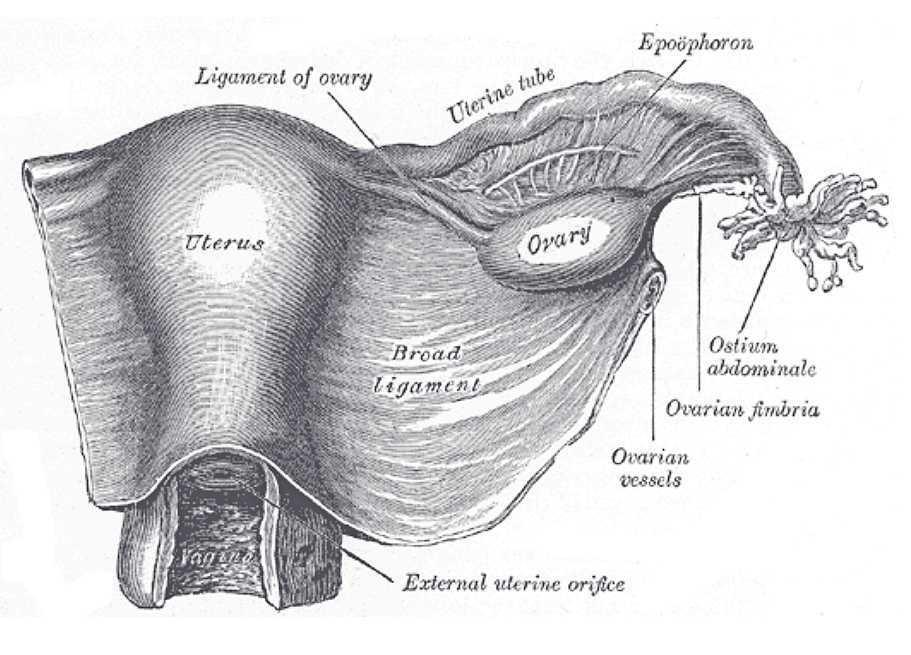
Weibliche Beckenorgane von oben gesehen. Das Eierstockeigenband (engl. ligament of ovary) dient als Aufhängung der Eierstöcke

Das Ligamentum ovarii proprium („Eierstockeigenband“) ist ein Teil des Befestigungsapparates der Eierstöcke (Ovarien). Es handelt sich hierbei um eine Bauchfellduplikatur, die vom Eileiterwinkel der Gebärmutter zum Eierstock reicht und im Ligamentum latum uteri (breites Gebärmutterband) liegt. Entwicklungsgeschichtlich ist das Ligamentum ovarii proprium der obere Teil des unteren Keimdrüsenbands.
Die Eierstöcke befinden sich unterhalb der Eileiter und sind durch das Ligamentum ovarii proprium und das Ligamentum latum ovarii befestigt. Dabei trennt das Ligamentum ovarii proprium den Hauptanteil des Ligamentum latum uteri, das Mesometrium, und den oberhalb des Bandes liegenden Aufhängeapparat des Eileiters (Mesosalpinx).

## Belege
1. ↑  Stichwort „Ligamentum ovarii proprium“ in Pschyrembel Wörterbuch Sexualität. Walter de Gruyter, Berlin 2006; Seite 311. ISBN 3-11-016965-7.
2. ↑  Stichwort „Eierstock“ in Pschyrembel Wörterbuch Sexualität. Walter de Gruyter, Berlin 2006; Seite 103. ISBN 3-11-016965-7.